# 9663 Звін
9663 Звін (9663 Zwin) — астероїд головного поясу, відкритий 15 квітня 1996 року.
Тіссеранів параметр щодо Юпітера — 3,387.
Названо на честь природоохохоронної території Звін на Нідерландсько-Бельгійському кордоні.